# کلاکمانان
کلاکمانان (به انگلیسی: Clackmannan) یک شهرک در اسکاتلند است که در کلاکماننشر واقع شده‌است. کلاکمانان ۳٬۳۴۸ نفر جمعیت دارد.